# Friedrich-Ebert-Straße 139

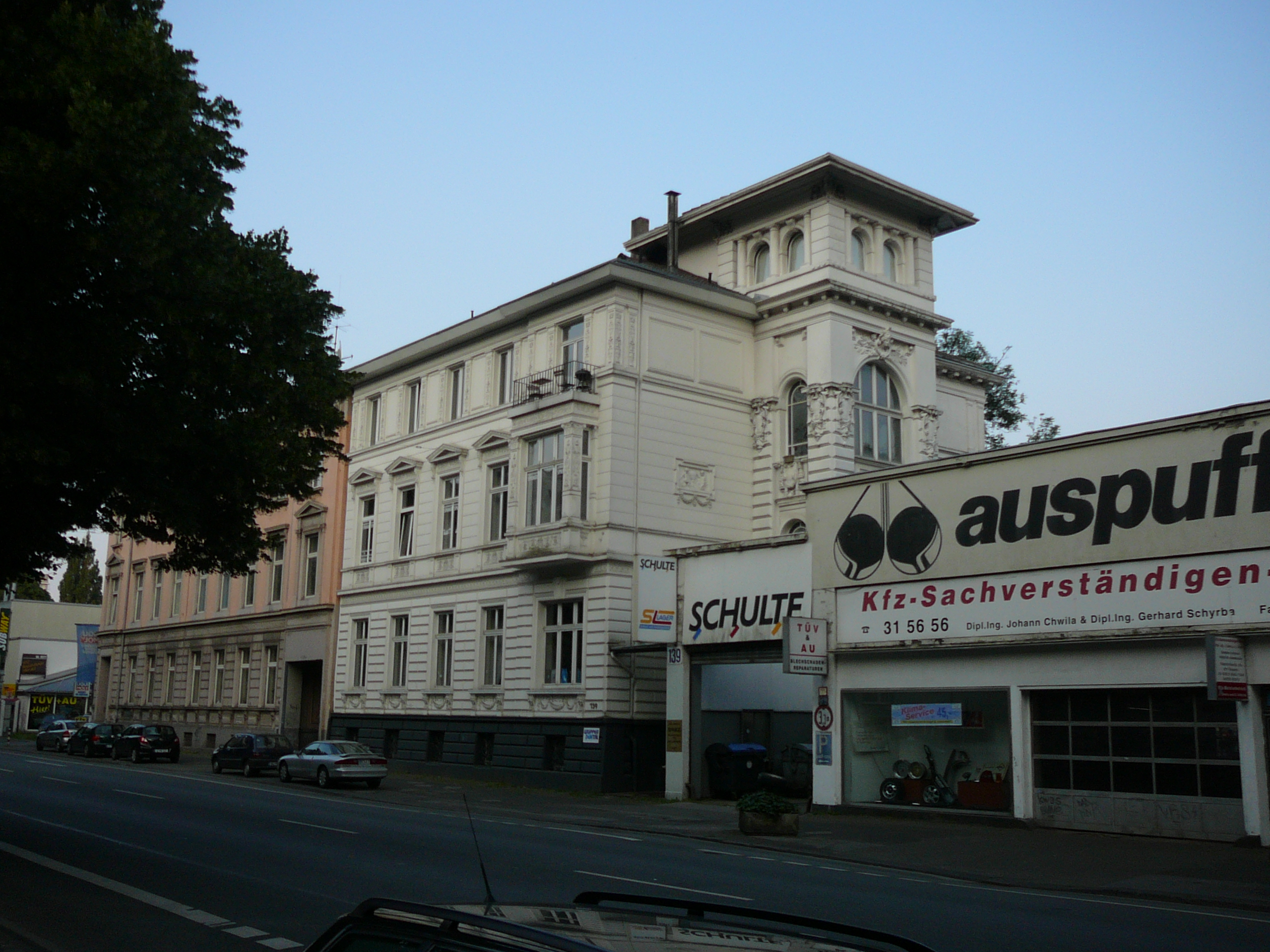
Friedrich-Ebert-Straße 139

Das Objekt Friedrich-Ebert-Straße 139 ist ein Wohnhaus im Wuppertaler Wohnquartier Arrenberg, im Stadtbezirk Elberfeld-West. Sie liegt im Abschnitt der Friedrich-Ebert-Straße, die hier als Bundesstraße 7 klassifiziert ist.
Das dreigeschossige Haus mit einem sehr flach geneigten Satteldach wurde Ende des 19. Jahrhunderts erbaut. Die Putzfassaden mit Gliederungen und Dekor sind im Stil des Historismus gestaltet worden. Die straßenseitige Front ist fünfachsig gegliedert und besitzt an der rechten äußeren Fensterachse, die als Risalit ausgebildet ist, einen Erker im ersten Obergeschoss. Dieser Erker wird im zweiten Oberschloss von einer kleinen Terrasse überdeckt.
An der rechten freistehenden Giebelseite wurde ein aufwändig gestalteter Treppenhausvorbau angesetzt. Dieser Anbau überragt das Dach des Wohnhauses und ist mit einem flach geneigten Walmdach überdeckt und ist mit bleiverglasten Rundbogenfenstern versehen.
An der straßenrückwärtigen Seite ist auf der nordöstlichen ein eingeschossiger Wintergartenvorbau mit überdeckender Terrasse angebaut.
Im Inneren des Treppenhauses, das mit Granitfußboden und Marmorsäulen ausgestattet ist, sind hochwertige Wand- und Deckenmalereien.

## Geschichte
Das Gebäude wurde als Baudenkmal am 27. November 1991 in die Denkmalliste der Stadt Wuppertal eingetragen.
Ab 1998 ist nach einer Renovierung des Eigentümers ein zahntechnischer Betrieb hier ansässig, sie betiteln das Wohnhaus mit „Wupper Dentalschlösschen“.